# مربخ آل صايل (القطن)
'

تعديل مصدري - تعديل

مربخ ال صايل هي إحدى قرى عزلة القطن بمديرية القطن التابعة لمحافظة حضرموت، بلغ تعداد سكانها 34 نسمة حسب تعداد اليمن لعام 2004.